# Musik i Lejet
Musik i Lejet er en tredages nonprofit musikfestival der afvikles i Tisvildeleje midt i juli. Festivalen blev afviklet første gang i 2009 og drives af frivillige.

## Historie
Festivalen blev afviklet første gang i 2009, hvor ca. 700 personer deltog i festivalen, der blev afviklet på stranden. Der optrådte fem bands om dagen.
I 2011 blev festivalen udvidet med en scene til nattebrug. I 2013 blev der opkrævet entré og der optrådte 36 bands. I 2014 havde festivalen ca. 5.000 betalende gæster og ca 900 frivillige.

## Bands på festivalen

### 2009
Charlie Drops, Ashtiani Drops, Kitty Scope, Jooks, Prins Nitram, DJ Gabriel, Clash of You and Me, Karoline Munksnæs, DJ Sapriori & Clair Obscur, Mariamathilde Band, Magnus Babe Ganoush, Dan Marmorstein, Danell, JJ and the Gentle Ladies, Ricardos Jazzmen.

### 2010
Slap Bet Commissioners, Skæve Toner, Bombshelter, Le Klik, Turboweekend, My Name is Legion, Lieb Liga, The Vables, Paula, Newwoman, Kandy Kolored Tangerine, Jonas Breum, Analogik vs. Bo Marley, Stig Møller Trio, Ditbandmitband, Danell, Cala, Nicky, Schmidt Band, Karoline Munksnæs.

### 2011
When Saints Go Machine, Who Made Who, Aage Jæger (Den Sorte Skole), Danell, Leklik, Karoline Munksnæs, Markens Mafia, Paper Tigers, M.A.N.D. feat. Mambe, The October Country, DJ Sacha, Why Don't We Love Lucy, Belaj Kru, Katja Continental, DJ Tigerdisco, Under The Sherry Moon, Rayban Coalas, Bobby Tsunami, Chadore, In Frida.

### 2012
Michael Møller, Friom Sarah, Mike Sheridan, Stoffer & Maskinen, IGNUG, Spöket & Mambes, Colorkaleido, Kiss Me Scarlett, Chorus Grant, Folkeklubben, We Were Born Canaries, I Got You On Tape, Rangleklods, Vagn Olsson, Dørge-Becker-Carlsen, Reuben Hollebon, Ditbandmitband, The Unusual History Of Ether, Jonas Breum, Ulige Numre.

### 2013
Marie Key, Vinnie Who, The William Blakes, Den Sorte Skole, Lucy Love, Mikael Simpson, Cody, Indians, Baby in Vain, Cancer, CTM, Mellemblond, Travelling Tribes, Boho Dancer, Kirstine Stubbe Teglbjærg, Dangers of the Sea, Kenton Slash Demon, Kalle B, Schultz and Forever, The Minds of 99, Ice Cream Cathedral, Mund De Carlo, Waldo & Marsha, Paula Newwoman, Munck/Johnson, Gabriel, Rapido & Timmy P, Fat N Slim, Butterfingers, CTM DJ Set, Tiger Twang, Ladybox, David Havstein B, Cohnny Jazz, Mademoiselle Babette Renard, Pladevennerne.

### 2014
Oh Land, Choir of Young Believers, Christian Hjelm, Mont Oliver, Julias Moon, Kill J, Navneløs, When Saints Go Machine, Turboweekend, Mads Björn, Tako Lako, De Dødelige, Ønskeøen, Karl William, Ring Them Bells, Mouritz/Hørslev Projektet, Jenny Willson, Reptile Youth, Chorus Grant, Marvelous Mosell, Emilie Nicolas, The Mountains, Blaue Blume, Love Speed, Shiny Darkly.

### 2015
Tekst mangler, hjælp os med at skrive teksten

### 2016
Tekst mangler, hjælp os med at skrive teksten

### 2017
Tekst mangler, hjælp os med at skrive teksten

### 2018
Tekst mangler, hjælp os med at skrive teksten

### 2019
Tekst mangler, hjælp os med at skrive teksten